# Vatimont
Vatimont là một xã trong vùng Grand Est, thuộc tỉnh Moselle, quận Boulay-Moselle, tổng Faulquemont. Tọa độ địa lý của xã là 48° 58' vĩ độ bắc, 06° 28' kinh độ đông. Vatimont nằm trên độ cao trung bình là 298 mét trên mực nước biển, có điểm thấp nhất là 224 mét và điểm cao nhất là 303 mét. Xã có diện tích 8,13 km², dân số vào thời điểm 2005 là 352 người; mật độ dân số là 43 người/km².

## Thông tin nhân khẩu
| 1962 | 1968 | 1975 | 1982 | 1990 | 1999 |
| ---- | ---- | ---- | ---- | ---- | ---- |
| 308  | 313  | 322  | 347  | 340  | 337  |